# Kraftwerk 2
| Оценки критиков | Оценки критиков |
| Источник        | Оценка          |
| --------------- | --------------- |
| Allmusic        | [ 1 ]           |

Kraftwerk 2 (с нем. — «Электростанция 2») — второй студийный альбом немецкой группы Kraftwerk, выпущенный в 1972 году, спродюсирован Конни Планком.

## Об альбоме
Kraftwerk 2, так же как и последующий Ralf und Florian (1973), записан укороченным составом Kraftwerk — дуэтом Ральфа Хюттера и Флориана Шнайдера без дополнительных музыкантов.

Никто не хотел с нами играть, потому что мы делали всевозможные странные вещи… и фидбэки, и обертоны, и звуки, и ритмы. Ни один ударник не хотел работать с нами, потому что у нас были эти электронные устройства.— Ральф Хюттер
Возможно, наименее характерный альбом их творчества, в нём нет синтезаторов, а инструменты в основном представляют собой электрогитару, бас-гитару, флейту и скрипку. Электроника на дисплее, как правило, относится к области магнитофонной музыки 1960-х годов, чаще производимой в академических кругах, с интенсивным использованием ленточного эха (например, массовые циклические слои флейты в «Strom»), а также обратные и изменённые эффекты скорости ленты. В целом, звук имеет довольно приглушённое, сумеречное звучание, похожее на «Megaherz» в дебютном альбоме Kraftwerk, поскольку Хюттер и Шнайдер исследовали возможности электронного и автомеханического улучшения своей музыки.
Все композиции альбома — инструментальные. Длинный, почти во всю первую сторону пластинки «Klingklang», открывающий альбом, примечателен использованием предустановленного органного битбокса для создания ударного трека. Является единственной композицией в альбоме, которая имеет чёткую ритмическую структуру. Однако темп в ней меняется, и ритм является скорее пульсацией, чем обычным «битом» рок-музыки. Он начинается с лязгающего металлического ударного монтажа в стиле Штокхаузена и создает безошибочный звук Kraftwerk. Позже название песни также стало названием собственной студии группы, построенной самостоятельно в Дюссельдорфе. «Atem» — это запись дыхания, в то время как «Harmonika» состоит из звуков губной гармоники, управляемых лентой.
Материал этого альбома не был исполнен на концертах со времени тура Autobahn в 1975 году, и на сегодняшний день альбом официально не переиздавался на компакт-диске. Группа, по-видимому, неохотно рассматривает альбом как часть своего канона, и в более поздних интервью Шнайдер назвал первые три альбома Kraftwerk «археологией». Однако нелицензионные CD и виниловые версии альбома были широко доступны с середины 1990-х годов на лейблах Germanofon и Crown. Kraftwerk намекнули, что альбом, возможно, наконец-то увидит переиздание на компакт-диске после их коробочного набора Der Katalog.

## Обложка
Дизайн обложки, приписываемый Ральфу и Флориану, ещё больше намекает на преднамеренную ассоциацию с концептуальным искусством, являясь повторением дизайна поп–арта первого альбома, за исключением того, что на этот раз флуоресцентный зелёный заменяет оранжевый и добавляется цифра «2».
В конечном итоге он был выпущен в Великобритании в сочетании с первым альбомом Kraftwerk в виде двойной пластинки лейблом Vertigo в марте 1973 года, более чем через год после его немецкого релиза в январе 1972 года.

## Список композиций
Вся музыка написана Ральф Хюттер и Флориан Шнайдер-Эслебен.
| №                   | Название            | Перевод             | Длительность |
| ------------------- | ------------------- | ------------------- | ------------ |
| 1.                  | «Klingklang»        | Динь-Дон            | 17:36        |
| 2.                  | «Atem»              | Дыхание             | 2:57         |
| Общая длительность: | Общая длительность: | Общая длительность: | 20:33        |

| №                   | Название            | Перевод             | Длительность |
| ------------------- | ------------------- | ------------------- | ------------ |
| 3.                  | «Strom»             | Поток               | 3:52         |
| 4.                  | «Spule 4»           | Катушка 4           | 5:20         |
| 5.                  | «Wellenlänge»       | Длина Волны         | 9:40         |
| 6.                  | «Harmonika»         | Гармоника           | 3:17         |
| Общая длительность: | Общая длительность: | Общая длительность: | 22:09        |

## Участники записи
- Ральф Хюттер — орган, электрическое фортепиано, гитара, бас, ритм-машина, ксилофон, губная гармоника
- Флориан Шнайдер-Эслебен — флейты, скрипка, гитара, эффекты, ксилофон

Дополнительный персонал
- Конрад (Конни) Планк — звукоинженер[4]

## Некоторые релизы
- Германия: январь 1972, Philips (6305 117), пластинка
- Франция: 1973, Philips (9118 003), пластинка (на обложке не указана цифра «2» в названии альбома)
- Великобритания: март 1973, Vertigo (6441 077), пластинка (комплект из первых двух альбомов Kraftwerk, выпущенных в Германии)